# Joana Costa
Joana Costa (ur. 15 maja 1981 w São Paulo) – brazylijska lekkoatletka specjalizująca się w skoku o tyczce.

## Osiągnięcia
- złoty medal mistrzostw Ameryki Południowej (Cali 2005)
- brąz mistrzostw Ameryki Południowej (São Paulo 2009)
- brąz mistrzostw ibero-amerykańskich (Rio de Janeiro 2016)
- srebro mistrzostw Ameryki Południowej (Asunción 2017)
- wielokrotna mistrzyni i rekordzistka kraju

## Rekordy życiowe
- skok o tyczce – 4,40 (2007)
- skok o tyczce (hala) – 4,30 (2016)